# Classical Barbra
Classical Barbra – album amerykańskiej piosenkarki Barbry Streisand, wydany w 1976 roku. Składał się z piosenek napisanych przez klasycznych kompozytorów europejskich, takich jak Händel, Schumann czy Debussy, wykonywanych po angielsku, francusku, niemiecku, włosku, łacinie i oksytańsku.
Płyta dotarła do miejsca 46. amerykańskiego zestawienia Billboard 200 i uzyskała w USA status złotej.

## Lista utworów
Strona A
| 1. | „Beau soir”             | 2:42  |
|    |                         |       |
| 2. | „Brezairola - Berceuse” | 3:47  |
|    |                         |       |
| 3. | „Verschwiegene Liebe”   | 2:57  |
|    |                         |       |
| 4. | „Pavane (Vocalise)”     | 5:29  |
|    |                         |       |
| 5. | „Après un rêve”         | 3:24  |
|    |                         |       |
|    |                         | 18:19 |
|    |                         |       |
Strona B
| 1. | „In trutina”          | 2:11  |
|    |                       |       |
| 2. | „Lascia ch’io pianga” | 3:37  |
|    |                       |       |
| 3. | „Mondnacht”           | 3:56  |
|    |                       |       |
| 4. | „Dank sei Dir, Herr”  | 3:42  |
|    |                       |       |
| 5. | „I Loved You”         | 2:18  |
|    |                       |       |
|    |                       | 15:44 |
|    |                       |       |
Bonusy na wersji CD (2013)
| 11. | „An Sylvia, D.891”                | 2:50  |
|     |                                   |       |
| 12. | „Auf dem Wasser zu singen, D.774” | 3:14  |
|     |                                   |       |
|     |                                   | 06:04 |
|     |                                   |       |

## Notowania
| Kraj                              | Pozycja |
| --------------------------------- | ------- |
| Kanada                            | 87      |
| Stany Zjednoczone (Billboard 200) | 46      |

## Certyfikaty
| Kraj                     | Certyfikat  |
| ------------------------ | ----------- |
| Stany Zjednoczone (RIAA) | złota płyta |